# Wielin
Wielin (kaszb. Wielënò, niem. Vellin) – wieś w Polsce położona w województwie zachodniopomorskim, w powiecie koszalińskim, w gminie Polanów.
W latach 1975–1998 miejscowość administracyjnie należała do województwa koszalińskiego.

## Zabytki
- Pałac w Wielinie z 1794[3]
- kościół filialny pw. Chrystusa Króla (parafia Polanów) z 1698. Budowla ryglowa kryta gontem. Wewnątrz bogate wyposażenie barokowe w postaci ołtarza głównego, ambony i loży patronackiej. Nad drzwiami wejściowymi kartusz herbowy właścicieli Wielina: Herb von Natzmer i von Glasenap[4][5]. Przy wschodnim wejściu pamiątkowa tablica drewniana upamiętniająca mieszkańców wsi Wielin, Rochowo i Warblewo poległych podczas I Wojny Światowej[6].

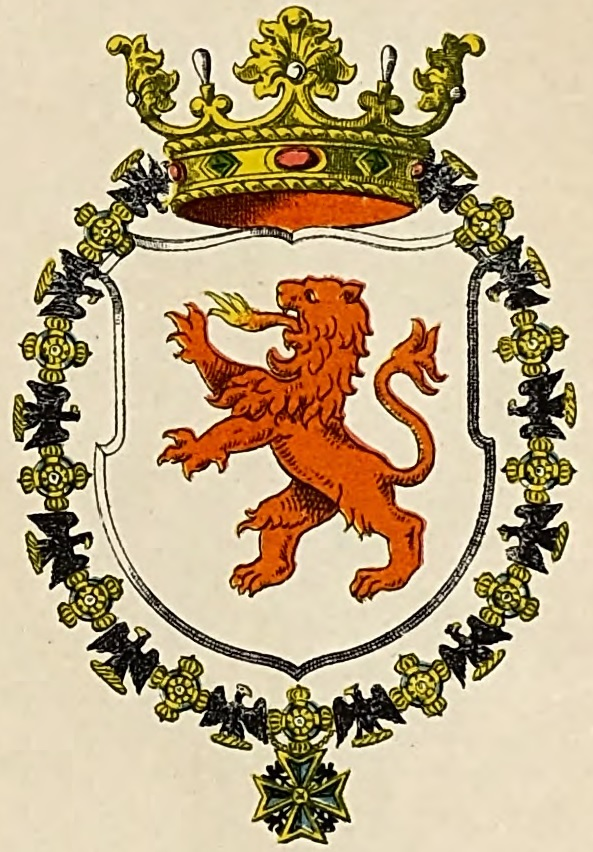
Herb von Natzmer
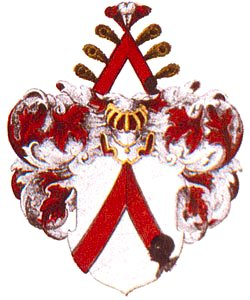
Herb von Glasenapp
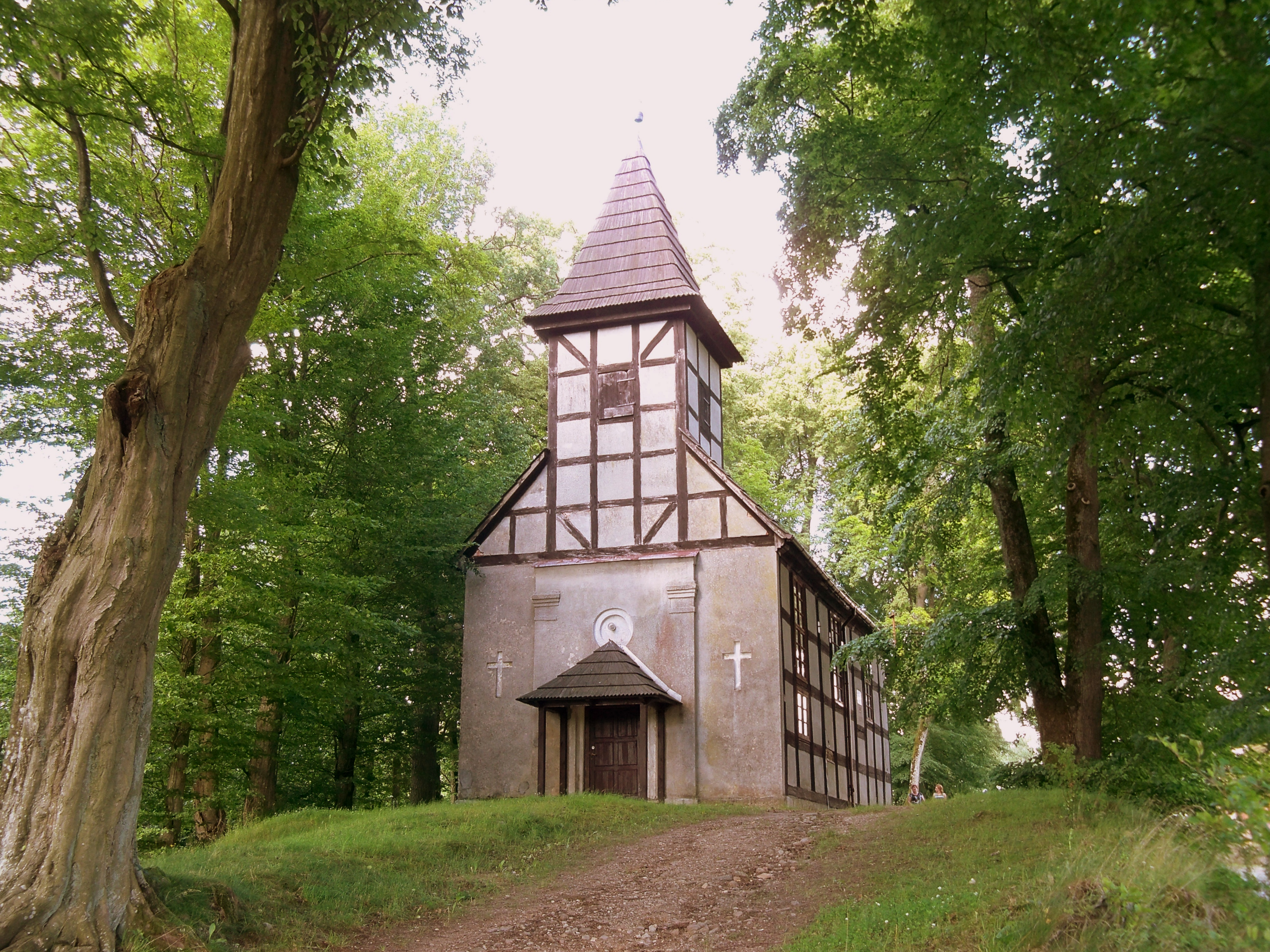
Kościół
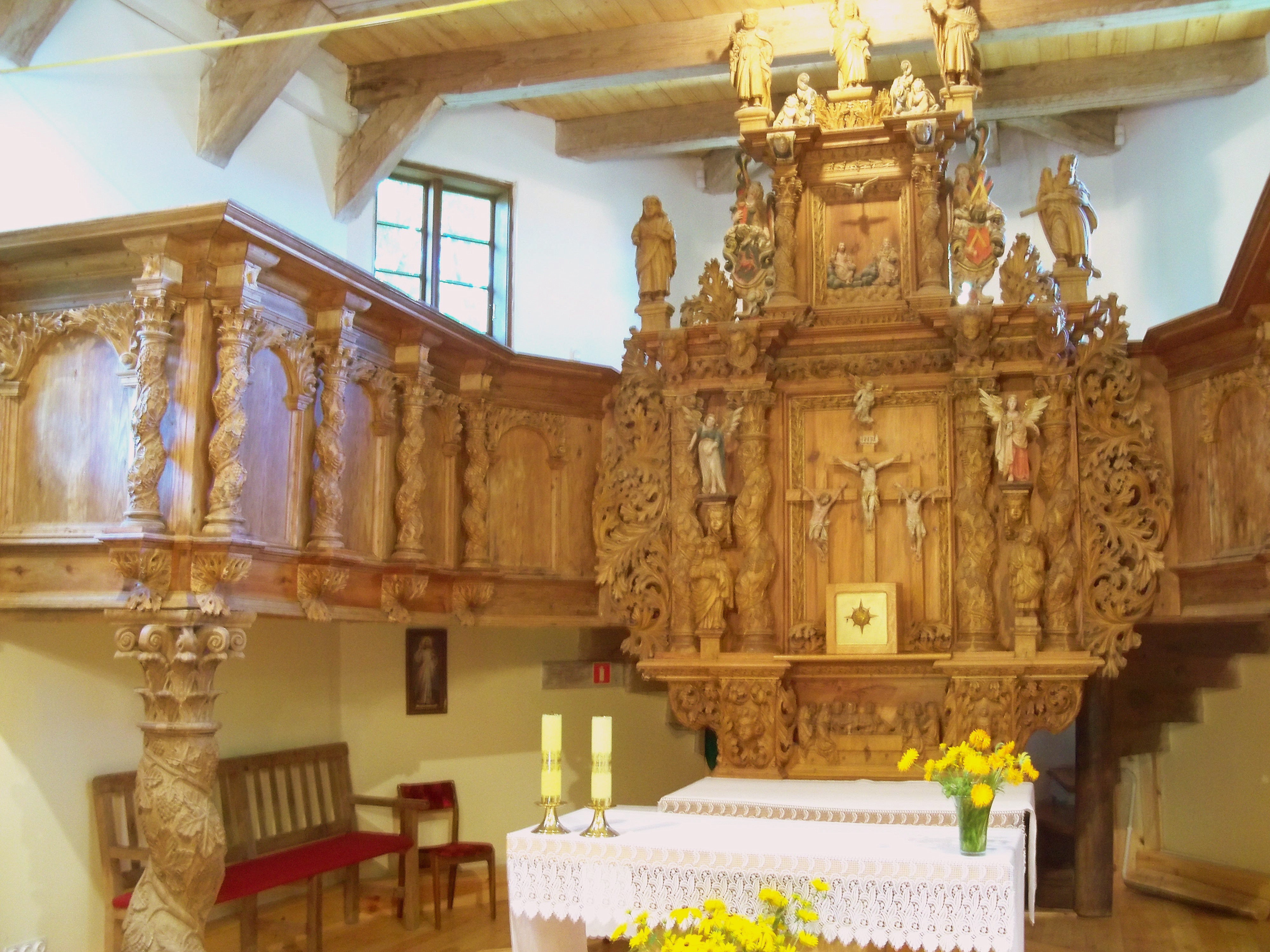
Ołtarz
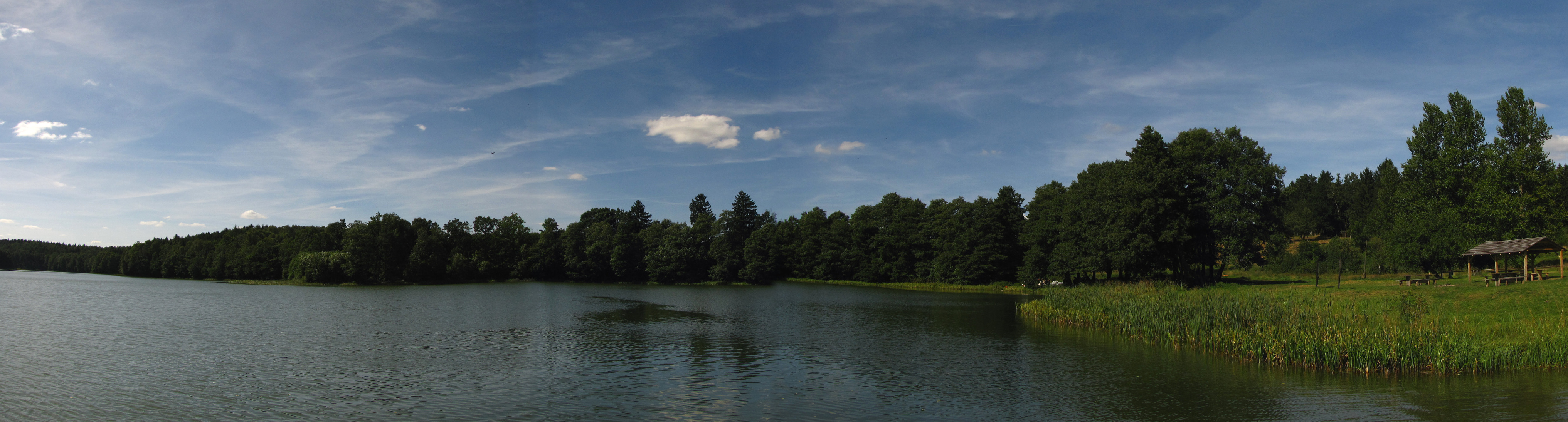
Jezioro Wielin